# Clystea platyzona
Clystea platyzona là một loài bướm đêm thuộc phân họ Arctiinae, họ Erebidae.